# DELUXEマガジン
『DELUXEマガジン』（デラックスマガジン）は、かつて講談社から発行されていた、アイドルグラビア雑誌である。

## 概要
1982年、この年に『週刊少年マガジン』で始まった読者投票型誌上アイドルオーディション「ミスマガジン」の反響を受けて、『少年マガジン増刊号』としてグラビア専門誌『DELUXE少年マガジン美少女コレクション 少年マガジンgirl! girl! girl!』を発行した。
1982年当時は中森明菜、石川秀美、小泉今日子、早見優、堀ちえみ、松本伊代など高いアイドル性を持つ好素材が続出したこともあり、彼女たちは俗に『花の82年組』と呼ばれ、松田聖子、河合奈保子、柏原芳恵、岩崎良美、浜田朱里、甲斐智枝美、三原順子らがデビューした2年前の1980年組と併せて、山口百恵が引退した後の第2期アイドルブームが巻き起こっていた。ミスマガジンもそういった背景を元に「グラビア主導型のアイドルを生み出そう」というコンセプトのもと、写真家の野村誠一が企画創設時から全面協力して始まった。『DELUXEマガジン』はその受け皿となるべきグラビア専門誌として創刊された。
1982年9月20日発行の創刊号では、第1回ミスマガジングランプリに輝いた伊藤麻衣子を表紙・巻頭グラビアに起用し、その他のグラビアには早見優、堀ちえみ、川島なお美、中森明菜、小泉今日子、桂木文、三原順子、柏原芳恵、松本伊代など当時人気のアイドル歌手たちやキャンペーンガール、ヌードモデルが起用された。翌1983年2月号から雑誌名を『DELUXEマガジン』に変更し中森明菜を特集した第2号が発売。以後森尾由美、斉藤由貴、南野陽子、八木さおり等ミスマガジン受賞者やエントリーメンバーを中心に岡田有希子、原田知世等新人アイドル歌手、新人女優を取り上げ、その写真クオリティの高さと相まって『GORO』、『スコラ』などと共に人気グラビア雑誌として定着。
2、3か月に1度の発行ペースは1986年2月まで続き、半年ほどの休刊を経て1986年7月に月刊アイドルグラビア誌『DELUXEマガジンORE』として新たに創刊されるも、1990年に終了した『ミスマガジン』に併せて5年後の1991年に廃刊となる。

## 掲載モデル一覧
※発刊号の隣は表紙掲載されたアイドル名。
1. 1982年9月号（創刊号） - 伊藤麻衣子
水野きみこ、早見優、堀ちえみ、川島なお美、中森明菜、小泉今日子、井丸ゆかり、田鎖はるな、桂木文、三原順子、柏原芳恵、松本伊代、ジュン・モンゴメリー
2. 1983年2月号 - 中森明菜
三田寛子、薬師丸ひろ子、石原真理子、堀ちえみ、水野きみこ、早見優、伊藤麻衣子、武田久美子、森尾由美、ティナ・ジャクソン、野村幸子、CAN CAN、わらべ（のぞみ・かなえ・たまえ）、LADY-OH、木下和佳、八橋美代子
3. 1983年5月号 - 森尾由美
斉藤慶子、薬師丸ひろ子、中森明菜、伊藤麻衣子、徳丸純子、秋本奈緒美、原田知世、井上香織、鳥越マリ、遠野友理、可愛かずみ
4. 1983年8月号 - 川島なお美
森尾由美、薬師丸ひろ子、松田聖子、中森明菜、岡本かおり、菊池優子、青木ひろみ、青山めぐみ、青山沙里、松本真実、伊藤麻衣子、黒沢ひろみ、鳥越マリ
5. 1983年11月号 - 加藤香子
青木ひろみ、早見優、石川京子、高岡淳、青木めぐみ、星野いずみ、堀ちえみ、武田久美子、岩井小百合、松本伊代、香奈子&なぎさ、黒沢ひろみ、英莉花、水谷圭、伊藤麻衣子
6. 1984年3月号 - 堀江しのぶ
松田聖子、井丸ゆかり、河合美智子、高橋美枝、青木琴美、小川菜摘、八神康子、黒沢ひろみ、中山美穂、宇沙美ゆかり、中森明菜、高橋麻子、藤村和香子、遠野友理
7. 1984年5月号 - 森尾由美
石川京子、薬師丸ひろ子、辻沢杏子、加藤香子、斉藤慶子、山本奈津子、金久保みゆき、八神康子、鈴木祐子、岡田有希子、柏原芳恵、伊藤麻衣子
8. 1984年7月号 - 沢口靖子
小泉今日子、中森明菜、宇沙美ゆかり、山本ひろ美、渡辺桂子、深野晴美、遠藤康子、山本奈津子、関真由美、堀江しのぶ、可愛かずみ、加藤香子、藤村麻子、財前直美、ミニヨン、フローレンス芳賀
9. 1984年9月号 - 斉藤由貴
森尾由美、伊藤麻衣子、加藤香子、斉藤慶子、フローレンス芳賀、北原ちあき、宇沙美ゆかり、可愛かずみ、早見優、岡田有希子、鳥越マリ、堀江しのぶ、三田寛子、菊池恵子、財前直美
10. 1984年10月号 - 岡田有希子
宮野比呂美、遠藤康子、小泉今日子、斉藤由貴、中森明菜、宇沙美ゆかり、渡辺桂子、堀江しのぶ、滝川真子、中山美穂、水島かおり、木築沙絵子、徳丸純子、ソフトクリーム、秋本奈緒美、可愛かずみ
11. 1984年12月号 - 宇沙美ゆかり
岡田有希子、森尾由美、小泉今日子、遠藤康子、斉藤由貴、伊藤麻衣子、加藤香子、堀江しのぶ、飯島真理、宮野比呂美、浅野なつみ、イヴ、堀ちえみ、原田知世、原口弥生
12. 1985年2月号 - 斉藤由貴
工藤夕貴、菊池桃子、南野陽子、加藤香子、宮野比呂美、橋本美加子、若林志穂、遠藤由美子、小泉今日子、木内まさこ、渡辺理砂、岩本千春、岡本舞子、奥田圭子、田中こずえ、岡田有希子
13. 1985年4月号 - 南野陽子
斉藤由貴、深野晴美、堀江しのぶ、藤崎あや、木内まさこ、遠藤康子、奥田圭子、森尾由美、菊池桃子、小泉今日子
14. 1985年6月号 - 鷲尾いさ子
小泉今日子、可愛かずみ、奥田圭子、今井美樹、石野陽子、菊池桃子、南野陽子、斉藤由貴、富田靖子、早見優、鳥越マリ、伊藤かずえ、有森也実、大山薫、村田恵里、田中律子、大西結花、ちわきまゆみ、樹本リエ、佐藤弘枝、黒木玲奈
15. 1985年8月号 - 岡田有希子
原田知世、森尾由美、南野陽子、小泉今日子、八木さおり、斉藤由貴、遠藤康子、児島未散、有森也実、高樹美沙、岩本千春、片岡聖子、本間紀子、浅香唯、堀江しのぶ
16. 1985年10月号 - 八木さおり
薬師丸ひろ子、石川秀美、中山美穂、中村あゆみ、菊池桃子、小泉今日子、遠藤康子、今井美樹、芳本美代子、斉藤由貴、南野陽子、ベリーズ、岡田有希子、堀江しのぶ
17. 1985年12月号 - 南野陽子
中山美穂、河合その子、小泉今日子、松本典子、荻野目洋子、宮野比呂美、斉藤史奈、おニャン子クラブ、森陽子（青田典子）、八木さおり、斉藤由貴、渡瀬ミク、藤本恭子、山岸もえ、石丸奈津子、藤ゆう子、ブスっ子クラブ、川村愛、後藤まどか
18. 1986年2月号 - ポピンズ
小泉亜紗香、吉沢秋絵、中村あゆみ、加藤香子、黒崎ちづる、レベッカ、南野陽子、八木さおり、後藤恭子、中沢初絵、泉本教子、中森明菜、斉藤由貴、大西結花

## DELUXEマガジンORE
好評だったDELUXEマガジンの後を受けて、半年の準備期間の後、1986年7月号から月刊アイドルグラビア誌として創刊。雑誌としてのコンセプトはDELUXEマガジンと殆ど変わらない。1991年7月号で廃刊。
1. 1986年7月号 - 斉藤由貴
中村由真、本田美奈子、小泉今日子、川島なお美、小林あい、田中涼子、後藤久美子、杉本彩、野村つぐみ、森尾由美、岡谷章子、井関ゆみ、川島なお美、南野陽子、八木さおり
2. 1986年8月号 - 南野陽子
南野陽子、中村由真、田谷知子、小林古都、山崎尚子、香坂みゆき、ポピンズ、佐藤恵美、相楽ハル子
3. 1986年9月号 - 相楽ハル子
南野陽子、中山美穂、渡辺美奈代、相楽ハル子、国生さゆり、高井麻巳子、吉沢秋絵、八木さおり、江戸真樹、田中涼子、今井美樹、後藤久美子
4. 1986年10月号 - 後藤久美子
南野陽子、浅倉亜季、相楽ハル子、田中美佐子、浅香唯、八木さおり、斉藤由貴、志賀真理子、遠藤晶、荒松麻奈、秋江美也子、田中美佐子、相楽ハル子
5. 1986年11月号 - 八木さおり
八木さおり、加藤かずみ、小沢なつき、遠藤晶、渡辺美里、六本木舞、長谷川純子、有森也美、川島みき、佐野量子、清水ひとみ、堀江しのぶ、長谷川純子、南野陽子、相楽ハル子
6. 1986年12月号 - 南野陽子
櫛原めぐる、ポピンズ、伊藤かずえ、小沢なつき、浅香 唯、八木さおり、相楽ハル子、清水ひとみ、瀬川智美
7. 1987年1月号 - 相楽ハル子
土家里織、守谷香、浅香唯、北川聖良、田中美佐子、寺田理恵子、櫛原めぐみ、小沢なつき、南野陽子
8. 1987年2月号 - 小沢なつき
原田ゆかり、北原美枝、森尾由美、相原久美、斉藤由貴、田中美佐子、後藤久美子、八木さおり
9. 1987年3月号 - 高井麻巳子
浅香唯、内田さゆり、杉本彩、森高千里、勝沼のり子、篁友紀子、八木さおり、南野陽子、田中美佐子
10. 1987年4月号 -八木さおり
谷本重美（現：小川範子）、田中美佐子、浅香唯、相楽ハル子、中村由貴、茂野幸子、伊藤かずえ、小沢なつき、横山めぐみ
11. 1987年5月号 - 南野陽子
岡菜穂子、岡部真美、梶原真弓、渡辺玖末、宮條優子、田中美佐子、八木さおり、小沢なつき、吉沢秋絵、中山美穂、渡辺満里奈、五十嵐いづみ
12. 1987年6月号 - 小沢なつき
木之原賀子、中山恵美、佐々木恵、高井麻巳子、渡辺麻子、田中美佐子、五十嵐いづみ、谷本重美、大西結花、中村由真
13. 1987年7月号 - 南野陽子
五十嵐いづみ、森村みゆき、後藤えみ、藤井一子、吉沢秋絵、樹ますみ、田中美佐子、相楽ハル子
14. 1987年8月号 - 八木さおり
久永万里、田中美佐子、浅香唯、梶原真弓、川島みき、小沢なつき、仁藤優子、森村羽純
15. 1987年9月号 - 吉沢秋絵
仲地さより、小川範子、石田ゆり子、町田裕、望月知子、田中美佐子、佐野量子、中村由貴、南野陽子
16. 1987年10月号 - 斉藤由貴
安原万里子、渡辺恵、桜川佳世、村岡英美、万里洋子、有森也実、工藤静香、岡菜穂子、南野陽子
17. 1987年11月号 - 中村由真
吉田真里子、森山祐子、有森也実、南野陽子、真弓倫子、小川範子、高井麻巳子、相楽ハル子
18. 1987年12月号 - 南野陽子
小川範子、中村由真、有森也美、浅香唯、吉田真里子、藤谷美紀、中村あゆみ、久永真理、小高恵美
19. 1988年1月号 - 小沢なつき
桜川佳代、Babe、有森也美、岩井由紀子、吉田真里子、松任谷由実、小川範子、南野陽子
20. 1988年2月号 - 吉田真里子
山崎真由美、藤谷美紀、八木さおり、有森也実、小沢なつき、小川範子、石田ひかり、渡辺満里奈
21. 1988年3月号 - 小川範子
我妻佳代、盛本真理子、森高千里、有森也美、吉田真里子、岡菜穂子、八木さおり
22. 1988年4月号 - 渡辺満里奈
吉田真里子、小谷ゆみ、相川恵里、藤谷美紀、仲村知夏、有森也実、小川範子、土田由美、坂上香織、南野陽子、工藤静香
23. 1988年5月号 - 南野陽子
中村由真、長田美穂、浅野温子、ANA、有森也実、西田ひかる、酒井法子、浅香唯、吉田真里子
24. 1988年6月号 - 吉田真里子
長田美穂、森尾由美、飯島真理、有森也実、中村由貴、小沢なつき、八木さおり、小川範子
25. 1988年7月号 - 吉田真里子
渡辺満里奈、森沢なつ子、田中美佐子、有森也実、西田ひかる、石田ゆり子、藤谷美紀、小川範子
26. 1988年8月号 - 小川範子
南野陽子、北川裕子、今井美樹、有森也実、長田美穂、吉田真里子、生稲晃子、宮沢りえ、浅香唯
27. 1988年9月号 - 南野陽子
田中律子、吉田真里子、国生さゆり、森高千里、浅香 唯、坂上香織
28. 1988年10月号 - 吉田真里子
山内小百合、西村雪絵、有森也実、森高千里、成瀬真奈美、中村由真、荻野目洋子、渡辺満里奈、南野陽子
29. 1988年11月号 - 生稲晃子
小沢なつき、森高千里、吉田真里子、相楽ハル子、八木さおり、南野陽子、浅香唯、ニーナ・ブレイドルフ、小川範子
30. 1988年12月号 - 八木さおり
島崎和歌子、岡本南、若林志穂、柴田明美、森高千里、有森也実、西田ひかる、高樹澪、坂上香織、吉田真里子、南野陽子
31. 1989年1月号 - 浅香唯
有森也実、結城めぐみ、森高千里、吉田真里子、和久井映見、小沢なつき、成瀬真奈美
32. 1989年2月号 - 南野陽子
坂上香織、山口ひろみ、松岡知重、杉本彩、八木さおり、藤村正美、日原麻貴、渡辺満里奈、森高千里、吉田真里子
33. 1989年3月号 - 吉田真里子
浅香唯、渡辺美奈代、田島都、森本蘭、吉野真弓、森高千里、日原麻貴、小川範子、宮沢りえ、石田ひかり
34. 1989年4月号 - 森高千里
宮沢りえ、吉田真里子、渡辺美奈代、浅香唯、小川範子、坂上香織、渡辺満里奈、南野陽子、有森也実、富田靖子、中村由貴、羽田美智子、藤村正美、日原麻貴、島崎和歌子
35. 1989年5月号 - 宮沢りえ
日原麻貴、成瀬真奈美、井上香織、吉田真里子、山中すみか、森高千里、南野陽子
36. 1989年6月号 - 吉田真里子
小川範子、田島都、相楽晴子、黒木瞳、坂井順子、荒井乃梨子、日原麻貴、酒井法子、相楽ハル子、坂井順子
37. 1989年7月号 - 南野陽子
吉田真里子、渡辺美奈代、渡辺満里奈、相楽ハル子、未来貴子、西田ひかる、田島都、速水昌未、吉野真弓、日原麻貴
38. 1989年8月号 - 浅香唯
石田ひかり、南野陽子、有森也実、田島都、相楽ハル子、島崎和歌子、坂井順子、坂上香織、吉田真里子
39. 1989年9月号 - 生稲晃子
宮沢りえ、小川範子、坂井順子、吉野真弓、万里洋子、小川範子、日原麻貴、森下桂、山中すみか、吉田真里子
40. 1989年10月号 - 宮沢りえ
西田ひかる、坂上香織、鈴木保奈美、石崎麻奈巳、南野陽子、吉田真里子、森山和美、坂井順子
41. 1989年11月号 - 江崎まり
南野陽子、佐野量子、中川詩織、安田恵美、松下由樹、吉田真里子、坂井順子、渡辺満里奈、仁藤優子
42. 1989年12月号 - 中村通代
中山美穂、吉田真里子、夏目奈美、松崎ゆか、北原まどか、深津絵里、有森也実、かとうれいこ、田中美奈子、田村英里子、里中茶美、江崎まり、南野陽子
43. 1990年1月号 - 工藤静香
吉田真里子、酒井法子、南野陽子、設楽りさ子、山口智子、桜井幸子、小川範子、中村通代、森高千里、江崎まり、日原麻貴
44. 1990年2月号 - 沢口靖子
江崎まり、坂井順子、小野美香、西田ひかる、坂上香織、吉田真里子、中村通代、生稲晃子
45. 1990年3月号 - 南野陽子
田山真美子、江崎まり、有森也実、小栗香織、重村文、中川詩織、安田恵美、田中美佐子、田中美奈子、中村通代、田中陽子、新小田悦子、和久井映見、吉田真里子
46. 1990年4月号 - 浅香唯
西田ひかる、吉田真里子、沢口靖子、高橋りか、渡辺満里奈、石田ひかり、中山美穂、川越美和、江崎まり、坂上香織
47. 1990年5月号 - 坂上香織
江崎まり、田中美佐子、沢口靖子、吉田真里子、西村知美、増田末亜、結城めぐみ、奥貫薫
48. 1990年6月号 - 吉田真里子
斉藤由貴、沢口靖子、グロリア・イップ、岩崎奈穂美、林希彌、西迫みゆき、吉川美香、高橋由美子、小川範子、CoCo、宮沢りえ、、坂上香織
49. 1990年7月号 - 南野陽子
荻野目洋子、中村通代、有森也実、飯島直子、成田路実、三浦真美子、河口りか、山田久子、江崎まり、設楽りさ子、吉田真里子、坂上香織、山口弘美、小栗香織、西田ひかる
50. 1990年8月号 - 宮沢りえ
渡辺満里奈、かとうれいこ、坂上香織、有森也実、設楽りさ子、牧瀬里穂、飯島直子、江崎まり、斉藤由貴、高橋由美子、南野陽子、かとうれいこ、工藤静香、吉田真里子、中村通代
51. 1990年9月号 - 高橋由美子
ribbon、有森也実、設楽りさ子、吉田真里子、田中美佐子、佐藤江珠、早坂好恵、越智静香、宍戸留美、後藤宙美、中村通代、小川範子
52. 1990年10月号 - 有森也実
牧瀬里穂、南英子、江崎まり、設楽りさ子、南野陽子、松波杏子、若林麻由美、吉田真里子、高橋由美子、西田ひかる、成田路実、田山真美子
53. 1990年11月号 - 牧瀬里穂
西田ひかる、橋本景子、宍戸留美、高橋かおり、中村裕美、森川美穂、朝岡実嶺、CoCo、高橋由美子、吉田真里子、江崎まり、有森也実
54. 1990年12月号 - 江崎まり
小川範子、後藤えみ、沢口靖子、森口博子、有森也実、有賀さつき、中村あずさ、坂上香織、児玉多恵子、村瀬絵美、高橋由美子
55. 1991年1月号 - 西田ひかる
有森也実、中野理恵、若林麻由美、かとうれいこ、高田亜紀子、中村通代、荻野目洋子、江崎まり、宍戸留美、高橋かおり、南野陽子、ribbon
56. 1991年2月号 - 若村麻由美
江崎まり、宍戸留美、菊池桃子、細川典江（現：細川ふみえ）、荻野目洋子、田中美佐子、観月ありさ、高橋かおり、田代美緒、高田亜紀子、高橋由美子、中村通代
57. 1991年3月号 - 高橋かおり
細川典江、宍戸留美、荻野目洋子、中野理絵、小川範子、田村英里子、渡辺満里奈、若村麻由美、有森也実、江崎まり
58. 1991年4月号 - 江崎まり
三浦理恵子、若林麻由美、安田奈央、吉永みのり、山崎真由美、有賀さつき、中島美智代、荻野目洋子、古柴香織、高田亜紀子、ribbon
59. 1991年5月号 - 有森也実
細川ふみえ、かとうれいこ、寺尾友美、こんぺいとう、江崎まり、川越美和、CoCo、荻野目洋子、若村麻由美、西田ひかる、高橋かおり、中村通代、森尾由美、南野陽子、高橋由美子
60. 1991年6月号 - 中村通代
田村英里子、夏目奈美、江崎まり、若村麻由美、中村通代、高橋かおり、荻野目洋子、小松千春、細川ふみえ、西野妙子
61. 1991年7月号 - 江崎まり
ribbon、西田ひかる、若林麻由美、原田和代、有森也実、中野理恵、荻野目洋子、こんぺいとう、麻木美里、高橋かおり、中嶋美智代、亜里香、芽野佐智恵、中村通代

## 別冊DELUXEマガジンORE
DELUXEマガジンOREの増刊号として、ミスマガジン出身者を表紙と巻頭で大きく特集し、不定期で刊行された。
途中で雑誌名と判型を『別冊DELUXEマガジンORE（AB判）』『マガジンORE EXCELLENT（AB判）』『CONCICE ORE（A5判）』と変更しながら本誌であるDELUXEマガジンOREの廃刊まで続いた。
DELUXEマガジン ORE BOOKS 女の子の撮り方
1. 1985年8月号
南野陽子、荻野目洋子、小川範子、西田ひかる、浅香唯、渡辺満里奈、成田路美、高橋由美子、飯島直子、かとうれいこ、田中美奈子、西村知美、小栗香織、有森也実、越智静香、佐藤珠江、桑原由里、結城めぐみ、ribbon、牧瀬里穂、早坂好恵、後藤宙美、中村通代

別冊DELUXEマガジンORE
1. 1987年12月号 - 小川範子
斉藤由貴、浅香唯、中村由真、後藤えみ、茂野幸子、杉本彩、梶原真弓、久永万里、岡菜穂子、佐野量子、八木さおり、小沢なつき、吉田真里子、南野陽子
2. 1988年5月号 - 吉田真里子
南野陽子、小比類巻かほる、長田美穂、盛本真理子、浅香唯、小川範子、渡辺満里奈、小沢なつき、中村由真、梶原真理子
3. 1989年5月号 - 日原麻貴
宮沢りえ、南野陽子、成瀬真奈美、山口ひろみ、石田ひかり、森高千里、吉田真里子、渡辺満里奈、浅香唯、小川範子、坂上香織
4. 1989年11月号 - 坂井順子
南野陽子、渡辺満里奈、吉田真里子、江崎まり、中村通代、生稲晃子、田原麻貴、島崎和歌子、仁藤優子、羽田美智子、石田ひかり、田島都、宮沢りえ、渡辺満里奈、吉田真里子、西田ひかる、生稲晃子、小川範子、坂上香織、浅香唯

マガジンORE EXCELLENT
1. 1990年2月号 - 江崎まり
小栗香織、姫嶋梨名、中村通代、荒井乃梨子、山岸真璃子、新小田悦子、丘咲ひとみ
2. 1990年6月号 -
奥貫薫、増田美亜、藤森未来、高橋由美子、高橋りな、三浦真美子、吉川美香、結城めぐみ

CONCICE ORE
1. 1991年3月号 - 江崎まり
江崎まり、宍戸留美、中野理絵、後藤えみ、高橋由美子、吉田真里子、中村あずさ、若村麻由美、南野陽子、中村通代、朝岡実嶺、かとうれいこ、中村裕美、橋本景子、村瀬えみ、成田路実、児玉多恵子、田山真美子、ribbon、田代美緒、高橋かおり
2. 1991年4月号 - 宍戸留美
西田ひかる、ribbon、小川範子、田村英里子、渡辺満里奈、細川典江、中野理絵、安田奈央、高橋かおり、高橋由美子、中嶋美智代、三浦理恵子、中村通代、江崎まり、南野陽子、若村麻由美
3. 1991年5月号 - 江崎まり
高橋由美子、CoCo、山崎真由美、安田奈央、高田亜紀子、吉永みのり、寺尾友美、こんぺいとう、古柴香織、高橋かおり

ORE5周年特別編集 木村晴作品集 逢えてよかった 36人のヒロインたち
1. 1991年5月号 - 小沢なつき
南野陽子、斉藤由貴、吉田真里子、江崎まり、中村通代、小川範子、浅香唯、小沢なつき、高井麻巳子、かとうれいこ、田村英里子、島崎和歌子、成瀬真奈美、坂井順子、五十嵐いづみ、中村由真、山中すみか、吉沢秋絵、奥貫薫、万里洋子、桜井幸子

## BUNTA
DELUXEマガジン特別編集として発行された、DELUXEマガジンよりもやや高年齢層を対象にしたヌードグラビア中心の隔月刊誌。特に第3号はC.C.ガールズ参加前の青田典子のヌードグラビアが掲載されていることで有名。
※発刊号の隣は表紙掲載されたタレント名。
1. 1985年10月号 - 麻生祐未
沢渡かや、青木祐子、篠山葉子、風松恵、舵川まり子、杉原光輪子、杉かおり、宮崎ますみ
2. 1985年12月号 - 森下愛子
速水典子、八神康子、永井陽子、織本かおる、関根律子、栗原景子、沢渡かや
3. 1986年2月号 - 相田寿美緒
森陽子（現：青田典子）、北原ちあき、渡瀬ミク、奥田みゆき、刀根麻理子、野まゆみ、南野陽子、斉藤由貴、八木さおり